# Tăng Đô
Tằng Đô (tiếng Trung: 曾都区; bính âm: Zéngdu qu là một khu (quận) thuộc địa cấp thị Tùy Châu, tỉnh Hồ Bắc, Trung Quốc.

## Hành chính
Tằng Đô được chia ra làm 10 đơn vị hành chính cấp hương gồm 5 nhai đạo và 5 trấn. Ngoài ra quận này còn quản lí 2 đơn vị ngang cấp hương khác.
- Nhai đạo: Tây Thành (西城街道), Đông Thành (东城街道), Nam Giao (南郊街道), Bắc Giao (北郊街道), Thành Nam Tân Khu (城南新区街道)
- Trấn: Vạn Điếm (万店镇), Hà Điếm (何店镇), Lạc Dương (洛阳镇), Phủ Hà (府河镇), Tích Hà (淅河镇)

Đơn vị ngang cấp hương khác
- Khu công nghiệp hình thức mới Tằng Đô (曾都区新型工业基地)
- Khu khai phát kinh tế thành phố Tùy Châu (随州市经济开发区)